# Stationair front

Het symbool van een stationair front is een lijn met blauwe driehoekjes in een richting en rode halve cirkeltjes in de tegenovergestelde richting.

Een stationair front is een front dat niet verplaatst ten opzichte van het aardoppervlak. Het wordt vaak gekenmerkt door dikke bewolkingslagen, lichte of helemaal geen neerslag, weinig of geen wind en/of nevelig weer. De luchtsoorten aan weerszijden van het front kunnen zich wel evenwijdig aan het front bewegen. Deze tegengestelde stroming kan leiden tot golven in het front die kunnen uitgroeien tot depressies.